# Dominique Frémy
Dominique Frémy (5 de mayo de 1931 - 2 de octubre de 2008) fue el creador de la enciclopedia en francés Quid.
Venía de una familia aristocrática del Loiret, y tenía el título de conde. Estudiante diplomado en el Instituto de Estudios Políticos de París ( Science Po) y de la facultad de Letras de Paris, entrando en la compañía Shell en Londres a fines de los años 1950.
Deja su puesto para crear una nueva enciclopedia, con su esposa Michèle, y con su hijo Fabrice. Esta enciclopedia aparece en 1963, con el nombre Quid.

## Honores
- Caballero de la Legión de Honor
- Comendador de las Artes y las Letras